# 対称テンソル
数学における対称テンソル（たいしょうテンソル、英: symmetric tensor）は、その次数 r に関して、任意の r-次置換の作用に関して不変なテンソルを言う。
より具体的には、テンソルを多重線型写像 T と見るならば、その引数となるベクトルの任意の置換 σ について
{\displaystyle T(v_{1},v_{2},\dots ,v_{r})=T(v_{\sigma 1},v_{\sigma 2},\dots ,v_{\sigma r})}
を満たすもの、あるいは座標を用いて成分で表すならば
{\displaystyle T_{i_{1}i_{2}\dots i_{r}}=T_{i_{\sigma 1}i_{\sigma 2}\dots i_{\sigma r}}}
を満たすものである。
有限次元ベクトル空間 V 上のr-次対称テンソル全体の成す空間は、V 上の r-次斉次多項式全体の成す空間の双対に自然同型になる。標数 0 の体上では、対称テンソル全体の成す次数付きベクトル空間は V 上の対称代数に自然に同一視される。関連する概念として、反対称テンソルや交代形式がある。対称テンソルは工学、物理学、数学において広く生じる。

## 定義
ベクトル空間 V に対し、その k-次テンソル冪 V⊗k を考える。
k-次テンソル T ∈ V⊗k が対称であるとは
{\displaystyle \tau _{\sigma }T=T\quad (\forall \sigma \in {\mathfrak {S}}_{k})}
を満たすことをいう。ここで τσ は記号 {, 2, …, k} の置換 σ ∈ 𝔖k に付随する組み紐写像である。
V の基底 {ei} を取り、k-次対称テンソル T を適当な係数を用いて
{\displaystyle T=\sum _{i_{1},\dots ,i_{k}=1}^{N}T_{i_{1}i_{2}\dots i_{k}}e^{i_{1}}\otimes e^{i_{2}}\otimes \cdots \otimes e^{i_{k}}}
の形に書けば、この基底に関する T の成分 Ti1i2…ik はその添字に関して対称、すなわち
{\displaystyle T_{i_{\sigma 1}i_{\sigma 2}\dots i_{\sigma k}}=T_{i_{1}i_{2}\dots i_{k}}}
が任意の置換 σ について満足される。
V 上の k-次対称テンソル全体の成す空間は、しばしば Sk(V) や Symk(V) で表される。Sk(V) はそれ自身ベクトル空間を成し、また V が N-次元ならば Symk(V) の次元は二項係数を用いて
{\displaystyle \dim \operatorname {Sym} ^{k}(V)={N+k-1 \choose k}}
で与えられる。対称テンソル空間 Sym(V) は k = 0, 1 ,2, … に対する Symk(V) の直和
{\displaystyle \operatorname {Sym} (V)=\bigoplus _{k=0}^{\infty }\operatorname {Sym} ^{k}(V)}
として構成される。

## 例
対称テンソルの例はたくさんあるが、例えば計量テンソル gμν, アインシュタインテンソル Gμν, リッチテンソル Rμν など。
物理学や工学で用いられるさまざまな物性および場が対称テンソル場として表される。例えば、応力、歪み、異方的伝導性など。拡散MRIも、脳やその他の体の部分の拡散の記述に対称テンソルをしばしば用いる。
楕円体は代数多様体の例であり、任意の次数の対称テンソルは斉次多項式の形で射影代数多様体を定義するのに用いられ、またそのような形で調べられる。

## テンソルの対称成分
V は標数 0 の体上のベクトル空間とする。T ∈ V⊗k を k-次テンソルとすれば、T の対称成分は、平均化（対称化）
{\displaystyle \operatorname {Sym} T={\frac {1}{k!}}\sum _{\sigma \in {\mathfrak {S}}_{k}}\tau _{\sigma }T}
によって与えられる対称テンソルである。和は k-次対称群の全体を亙ってとる。基底をとって考えれば、和の規約を用いて
{\displaystyle T=T_{i_{1}i_{2}\dots i_{k}}e^{i_{1}}\otimes e^{i_{2}}\otimes \cdots \otimes e^{i_{k}}}
と書くとき、T の対称成分は
{\displaystyle \operatorname {Sym} T={\frac {1}{k!}}\sum _{\sigma \in {\mathfrak {S}}_{k}}T_{i_{\sigma 1}i_{\sigma 2}\dots i_{\sigma k}}e^{i_{1}}\otimes e^{i_{2}}\otimes \cdots \otimes e^{i_{k}}}
と書ける。右辺に現れるテンソル成分は、しばしば対称化する添字を括弧で括って
{\displaystyle T_{(i_{1}i_{2}\dots i_{k})}={\frac {1}{k!}}\sum _{\sigma \in {\mathfrak {S}}_{k}}T_{i_{\sigma 1}i_{\sigma 2}\dots i_{\sigma k}}}
とも書かれる。

## 対称テンソル積
単純テンソル T をテンソル積
{\displaystyle T=v_{1}\otimes v_{2}\otimes \cdots \otimes v_{r}}
として書くとき、T の対称成分はその因子ベクトルの対称積
{\displaystyle v_{1}\odot v_{2}\odot \cdots \odot v_{r}:={\frac {1}{r!}}\sum _{\sigma \in {\mathfrak {S}}_{r}}v_{\sigma 1}\otimes v_{\sigma 2}\otimes \cdots \otimes v_{\sigma r}}
と呼ばれる。一般に、対称テンソル空間 Sym(V) に可換かつ結合的な積 "⊙" を入れて多元環にすることができる。二つのテンソル T1 ∈ Symk1(V), T2 ∈ Symk2(V) が与えられたとき、対称化作用素を用いて
{\displaystyle T_{1}\odot T_{2}=\operatorname {Sym} (T_{1}\otimes T_{2})\quad \left(\in \operatorname {Sym} ^{k_{1}+k_{2}}(V)\right)}
と定義すれば、これが実際に可換かつ結合的であることが確かめられる (Kostrikin,Manin 1997)。
文脈によっては演算子を省略して単なる併置とすることもある (T1T2 = T1 ⊙ T2)。冪記法を用いて
{\displaystyle v^{\odot k}=\underbrace {v\odot v\odot \cdots \odot v} _{k{\text{ times}}}=\underbrace {v\otimes v\otimes \cdots \otimes v} _{k{\text{ times}}}=v^{\otimes k}}
と書くこともある。ここで v はベクトルである。これもやはり "⊙" を省略して
{\displaystyle v^{k}=\underbrace {v\,v\,\cdots \,v} _{k{\text{ times}}}=\underbrace {v\odot v\odot \cdots \odot v} _{k{\text{ times}}}}
のようにも書く。

## 対称テンソルの分解
対称行列論と対応するものとして、二次の実対称テンソルを「対角化」することができる。より明確に書けば、任意のテンソル T ∈ Sym2(V) に対し、適当な整数 r と非零単位ベクトル v1, …, vr ∈ V および重み λ1, …, λr が存在して
{\displaystyle T=\sum _{i=1}^{r}\lambda _{i}\,v_{i}\otimes v_{i}}
とできる。このような分解ができる最小の正整数 r を、対称テンソル T の対称階数あるいは単に階数と呼ぶ。この最小分解に現れるベクトルを総称して、このテンソルの 主軸と呼び、一般には物理学的に重要な意味を持つ。例えば慣性テンソルの主軸は、慣性モーメントを表すポワンソーの楕円体を定義する。シルヴェスターの慣性法則も参照。
任意 k-次の対称テンソルに対して、分解
{\displaystyle T=\sum _{i=1}^{r}\lambda _{i}\,v_{i}^{\otimes k}}
を考えることもできる。このような分解が可能な最小の数 r は T の対称階数に等しい。この最小分解はワーリング分解 (Waring decomposition) と呼ばれる（これはテンソル階数分解の対称形である）。二次テンソルに関しては、これはテンソルを任意の基底に関して表現する行列の階数に対応し、その最大階数が台となるベクトル空間の次元に等しいことはよく知られている。しかしより高次の場合にはこれは満足されない（階数は台となるベクトル空間の次元よりも大きくなりうる）。

## 引用文献
1. 1 2  Kostrikin, Alexei I.; Manin, Iurii Ivanovich (1997). Linear algebra and geometry. Algebra, Logic and Applications. 1. Gordon and Breach. pp. 276–279. ISBN 9056990497
2. ↑  Comon, P.; Golub, G.; Lim, L. H.; Mourrain, B. (2008). “Symmetric Tensors and Symmetric Tensor Rank”. SIAM Journal on Matrix Analysis and Applications 30 (3):  1254. doi:10.1137/060661569.